# Stenbär
Stenbär (Rubus saxatilis) L. är en ört i hallonsläktet

## Namn och etymologier

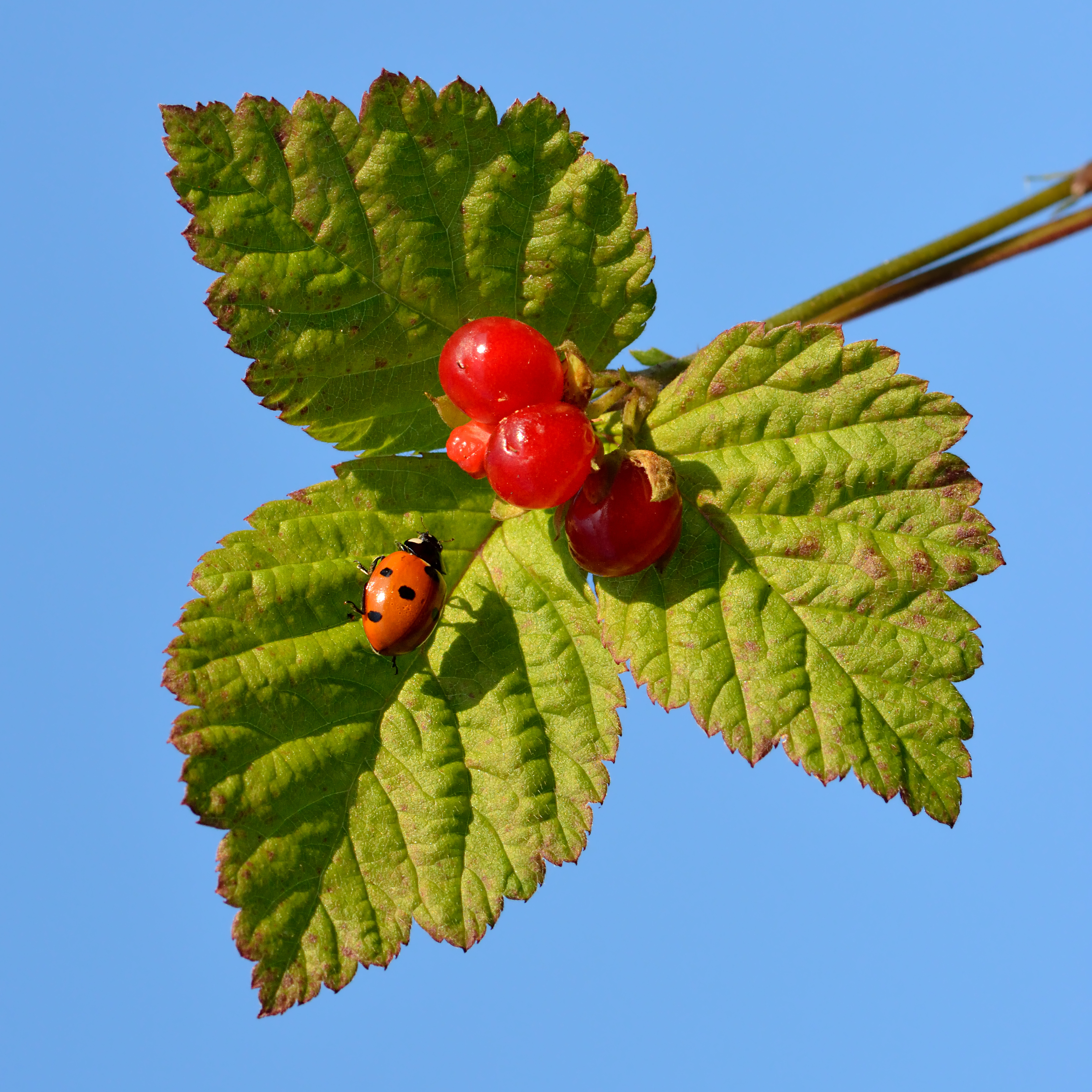
Småfrukter

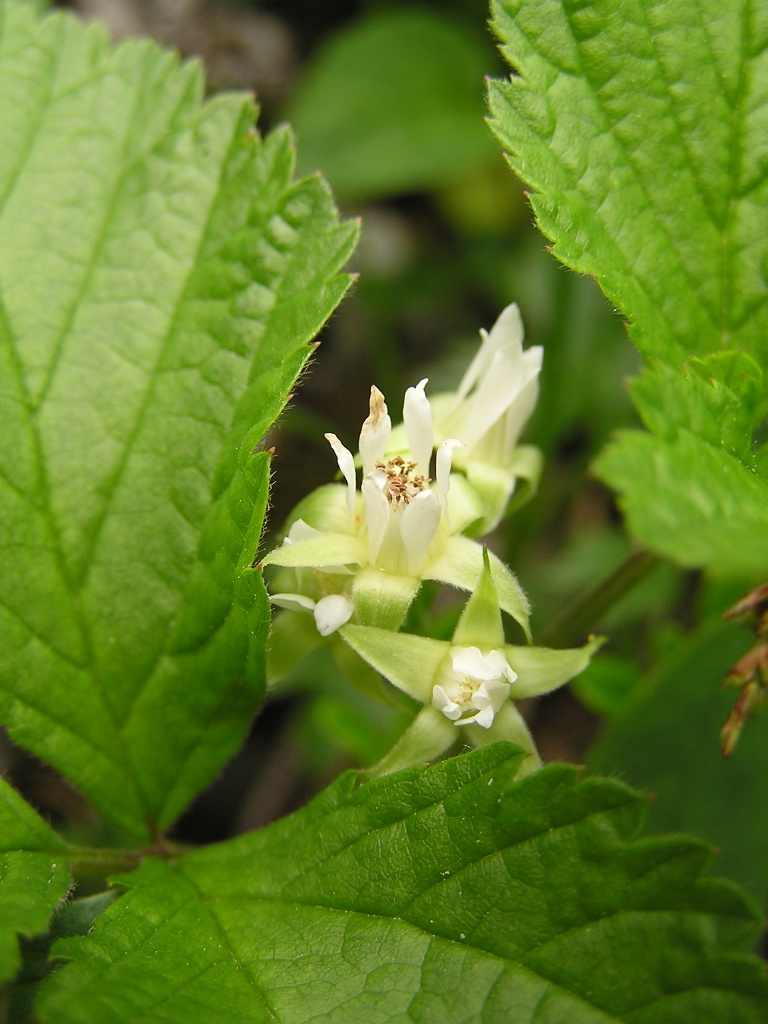
Blomma

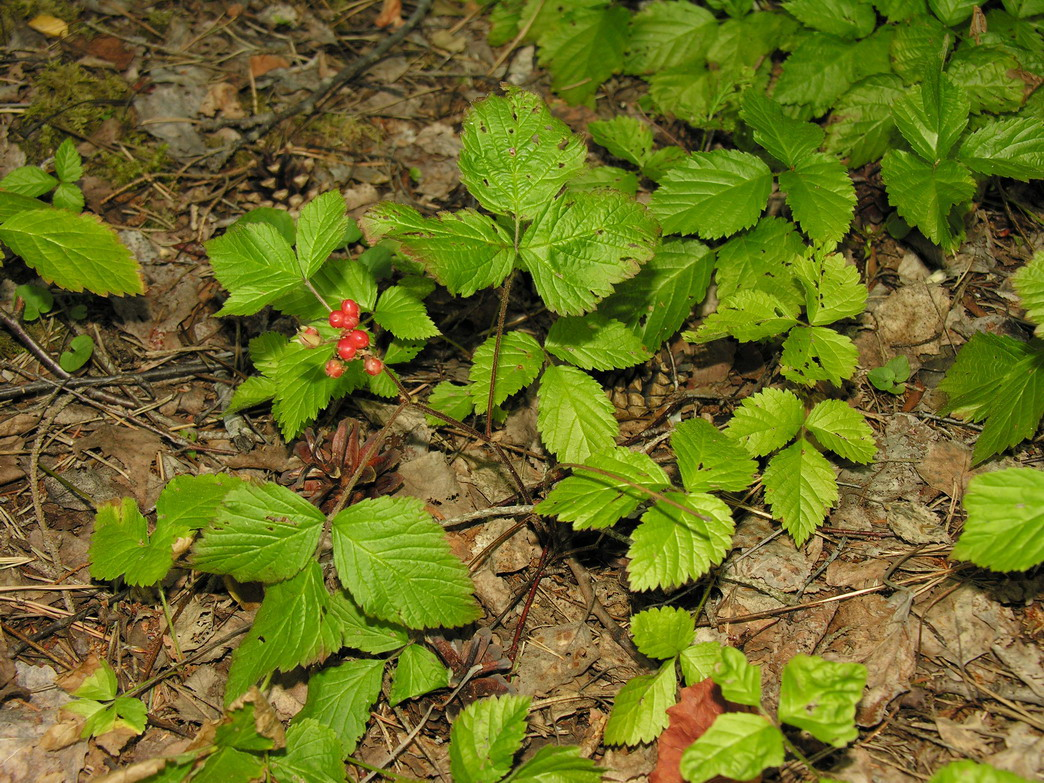
Revorna slingrar sig utefter marken

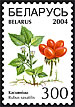
Stenbär har hedrats med ett frimärke från Belarus

Namnet stenbär kommer av att växten trivs i stenig jord. Det vetenskapliga namnet saxatilis kommer från latin saxum, 'sten'.

## Bygdemål
| Namn               | Trakt                      | Referens | Kommentar                                                              |  |
| ------------------ | -------------------------- | -------- | ---------------------------------------------------------------------- |  |
|                    |                            |          |                                                                        |  |
| Glasbär            |                            |          | Glasbär kan även avse Västkinesisk glaspärlebuske, Calicarpe bodinieri |  |
|                    |                            |          |                                                                        |  |
| Jungfrubär         | Uppland                    | [ 1 ]    |                                                                        |  |
| Jungfru Mariebär   | Uppland                    | [ 1 ]    |                                                                        |  |
| Klasbär            | Småland                    | [ 1 ]    |                                                                        |  |
| Klason             | Småland                    | [ 1 ]    |                                                                        |  |
|                    |                            |          |                                                                        |  |
| Klusbär            | —                          |          |                                                                        |  |
| Kobär              | Skåne                      |          | Kobär kan även avse Måbär, Ribes alpinum                               |  |
| Krasbär            | Uppland                    | [ 1 ]    |                                                                        |  |
| Krassbär           | —                          |          |                                                                        |  |
| Stenhallon         | —                          |          |                                                                        |  |
|                    |                            |          |                                                                        |  |
| Tagbär             | Bohuslän                   | [ 1 ]    | Namnen syftar på växtens långa revor, tågor                            |  |
| Togbär             | —                          | [ 1 ]    | Namnen syftar på växtens långa revor, tågor                            |  |
| Tågbär             | Norrland                   | [ 1 ]    | Namnen syftar på växtens långa revor, tågor                            |  |
| klackabär kläckbär | Estland (estlandssvenskar) |          |                                                                        |  |
| Tågbersrais        | Dalarna (Älvdalen)         | [ 1 ]    | Detta namn avser busken                                                |  |

## Utseende
Stenbär har låga stjälkar med 3-fingrade blad, små vita oansenliga blommor som påminner om hallonbuskens blommor, och klarröda, sura stenfrukter i en liten klunga, med ganska stor fruktsten. Den kan bli uppemot 4 decimeter hög. Bredvid stjälkarna utsänder jordstammen långa revor, som slår rot i sin yttersta ände och där ger upphov till ett nytt stånd.
Stenbär kan förväxlas med åkerbär, Rubus arcticus. De två växterna kan bilda en hybrid om de växer tillsammans. Hybriden kallas bäverbär, (Rubus × castoreus).

## Habitat
Arten är en lundväxt som är vanlig på torra, steniga platser, och förekommer i hela Norden och i stora delar av övriga Europa och tempererade delar av Asien.
I Norge går stenbär i Jotunheimen upp till 1 500 m ö h; i Troms fylke upp till 800 m ö h. 

### Utbredningskartor
- Norden
- Norra halvklotet

## Varianter
- Rubus saxalis var. canadensis Michx. 1803
- Rubus saxalis var. repens Kuntze 1879
- Rubus saxalis var. americanus Pers. 1806 nom. illeg.

## Användning
Fruktsättningen är oftast alltför sparsam för att insamling och tillagning av dessa frukter skulle löna sig, trots att de är mycket saftiga och rika på en frisk syra. De lämpar sig för sylt och gelé, ensamma eller tillsammans med andra bär.